# Шептицькі

Герб роду Шептицьких (реконструкція)

Герб роду Шептицьких

Шептицькі — один з найстаріших боярських родів Галицької землі. Представники роду посідали маєтності в Перемиському князівстві між Перемишлем і Самбором. Цей рід спочатку звався Шептицями або «з Шептиць» (до XVI ст.), а потім Шептицькими, іноді з додатком «з Шептиць». Вони також набули село Угерці в Рудецькому повіті, і тому одна гілка звалася «на Шептицях», а друга «на Вощанцях та Угерцях». Один з її представників, Іван Кантій Шептицький батько митрополита Андрея Шептицького, 1871 року отримав австрійський графський титул.

## Руське королівство
Найстаріша боярська родина, грамоту на право земельного володіння якій 1284 року дав князь Лев Данилович. То були непевні часи для Руського королівства, що змушене було з усіх боків оборонятися від зовнішніх ворогів. Маємо відомості, що один із бояр Шептиць, очоливши галицьку шляхту під Перемишлем, розгромив загін монголо-татар і здобув у такий спосіб прихильність могутнього руського короля.

## Польське королівство
Відтоді рід Шептицьких розростається і стає відомим по всій Галичині. Після захоплення в 1349 році частини українських земель польським королем Казимиром ІІІ у Галичині починається посилене насадження римо-католицизму, й рід Шептицьких відчайдушно чинить опір ополяченню та латинізації.
1469 року було видано перший урядовий акт, згідно з яким Шептицькі здобули право мати широку земельну власність і обіймати державні посади (уряди). З XVI століття Шептицькі активно підтримували Берестейську унію.
Однак Шептицьких не допускали у Польському королівстві до державних урядів, бо вони сповідували православ'я. У XVII столітті вони, ще українці, мають великий вплив на галицьке боярство. Сенько та Федір Шептицькі домагалися привілеїв для української Церкви. Багато членів роду Шептицьких стало фундаторами українських церков і монастирів.

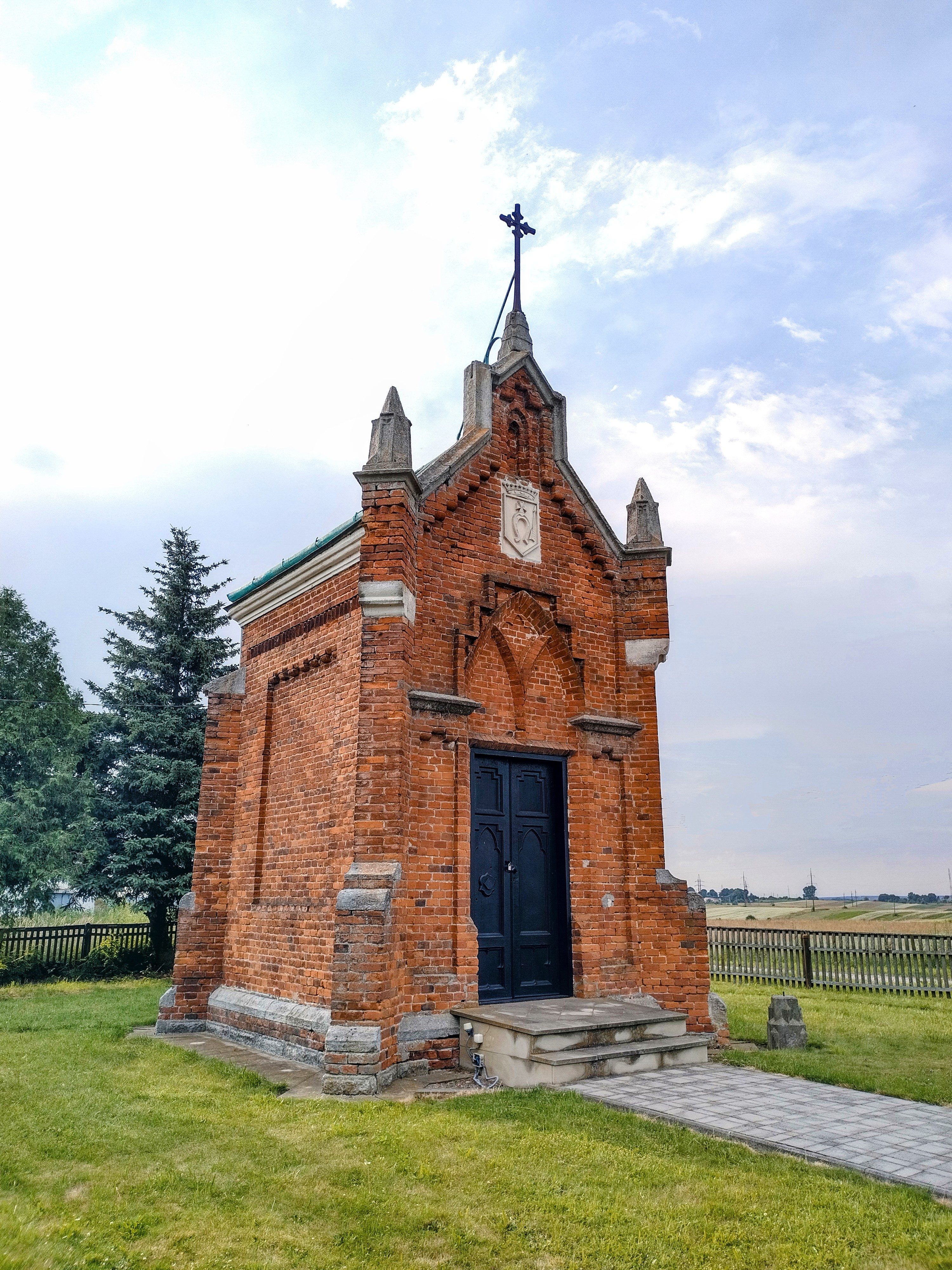
Каплиця-усипальниця родини Шептицьких в Прилбичах

Найбільше представників цього роду брало участь у походах проти Османської імперії, проти татар, дехто воював проти українських козаків і шведів, брав участь і в міжусобних війнах. Воювали Шептицькі й проти Московського царства. Зокрема, Михайло Шептицький, сяніцький стольник, відзначився в жорстокій битві з татарами під Немировим, де й загинув. Хорунжий Іван Шептицький мужньо захищав од ординців Теребовлю, а його родич Олександр, белзький мечник, за подвиги проти татар і турків одержав високе призначення від короля.
Теодор Шептицький (теребовлянський чашник, cześnik), і його родич Юрій, чашник львівський, разом із Яном Собеським по-геройськи боронили австрійську столицю — Відень від турецького війська.
Починаючи з кінця XVII й упродовж майже всього XVIII ст., рід Шептицьких висунув цілу плеяду найвищих церковних ієрархів української греко-католицької церкви, які залишили яскравий слід в історії Української Греко-Католицької Церкви. Серед них Варлаам Шептицький — єпископ у Львові, Атанасій Шептицький і Лев Шептицький — Єпископи львівські, а потім київські Митрополити. Вони є засновниками-фундаторами архикатедрального собору святого Юра у Львові, де фасад храму прикрашають. Лаврівським архимандритом на початку XVIII ст. був Никифор-Микола Шептицький (?—1798).
Зі спольщеного роду Шептицьких були також два відомих латинських духівники римо-католицької церкви (де-факто польської): Єронім Шептицький — кам'янецький єпископ-номінат, луцький єпископ-помічник (суфраган), згодом єпископ плоцький, та Мартин Шептицький — плоцький, які мали титул князя[джерело?].

## Австрійська імперія, Австро-Угорщина
Щойно у XVIII і на початку XIX століть Шептицькі, посвоячені з польською та іншою шляхтою, прийняли римо-католицизм і спольщилися. Деякі отримали сенаторську гідність у Речі Посполитій наприкінці XVIII ст.
Гілка Шептицьких, з яких безпосередньо походять митрополит УГКЦ Андрей Шептицький і його брат ігумен Климентій Шептицький, одержала графський титул від цісаря Франца Йосифа I у 1871 році (батько митрополита Андрея Шептицького, Ян); члени його родини також стали почесними членами Йоанітського Мальтійського Ордену. Другий брат митрополита Андрея — Станіслав Шептицький (1867–1950) — був генералом в австрійській і польській арміях та військовим міністром Польщі (1923). Третього брата — Лева Шептицького, замордували більшовики в родинному маєтку в Прилбичах 27 вересня 1939 року.

## Родинні зв'язки
Родинне коріння Шептицьких по жіночій лінії сягало королівського роду Собеських, австрійського цісарського роду Габсбургів. Цікавий факт, що дружина Наполеона І Бонапарта — австрійська принцеса Марія — теж була далекою родичкою Шептицьких—Фредрів. Через Фредрів Шептицькі пов'язали свій родовід із королями Італії, Португалії, Сардинії. Граф Ян Кантій Шептицький, батько Митрополита Андрея, був одружений із графинею Зофією Фредро — донькою видатного польського письменника графа Александра Фредра, який мав маєтності на Львівщині, у Львові, його пам'ятник стояв у місті навпроти вулиці Фредрів до 1939 року.

## Представники
- Петро, підписувався як дідич Угерців[8]

- Олександр Захарій — войський стрийський, мечник перемиський
  - Варлаам, мав восьмеро братів і сестер (за Т. Жихлінським, шестеро)[9]
  - Михайло — сяніцький стольник,
  - Євстахій[3] Станіслав[9] (бл.1650—1709[10] — хорунжий летичівський (1694—1696), любачівський (1702—1709), ловчий буський (1696—1702)[11]
    - Єронім Антоній (1700—1773[12]) — єпископ-помічник Луцький, єпископ Плоцький[7]
    - Франциск[13] (бл.1695—1790)[14] — хорунжий летичівський (1721—1734)[15], львівський підчаший (1743—1765)[16], стольник[13] з 1765, дружина — стольниківна[17] гостинська Барбара Кросновська[14]; його портрет у 1778 р. виконав Остап Білявський[18]
      - Каєтан (пом. 1792)[14] — люблінський каштелян[19]
      - Йосиф (пом. 1818), станіславський староста (1775—1781), дідич Бишівського ключа на Поділлі; перша дружина (1782) Антоніна Бригітта Павловська, вдова Якуба Коморовського, матір Гертруди Потоцької; після смерті першої дружини взяв шлюб з Людовикою Дідушицькою (1759—1829), дочкою Тадея, дітей у шлюбах не мав[14]
      - Михайло Онуфрій — хрептіївський староста, член Галицького станового сейму 1782
      - Мартин (?—1807) — плоцький канонік РКЦ
      - Геронім — капітан литовської гвардії, генерал коронних військ[14]
      - Ієронім-Іван[3] (Ян, бл.1750-1782) — генерал-ад'ютант Його Королівської Милості, дідич Личківців[14] (24 січня 1780 року маєток у селі купив у Станіслава «Щенсного» Потоцького[джерело?]), Трибухівців[14],
        - Вікентій-Лев[3] (1782—1836) — генерал, учасник листопадового повстання 1830
        - Юліанна — мати польського поета Тимона Заборовського[20]

      - Маргарита — дружина Василя Шумлянського, галицького підстолія[14]

    - Юрій (?-1746) — львівський чашник (1732—1743)[16], староста несторський[13], обухівський, суддя каптуровий львівський 1733 року[21]
      - Войтих (Адальберт[16]), єдиний син[14]
      - Розалія, чоловік — Василь Шептицький, тишовецький староста[22]

  - Теодор — теребовельський чесник
  - Олександр — мечник, за Т. Жихлінським[9], белзький
    - Атанасій (1686—1747)[23]
    - Василь — тишовецький староста[21]
    - Анна — старостина рабштинська, дружина Богуслава Бельського, матір галицького каштеляна Юзефа Бельського[24]
    - Маріанна — підчашина жидачівська[21]

  - Констанція (Катерина), дружина Дяковського, потім Росновського[9]

- Стефан[22] — ротмістр панцерний 1683 року[джерело?], дружина — Софія з Корибутів-Дашкевичів
  - Лука — підстолій смоленський, чоловік Терези з Шептицьких, дочки Костянтина
  - Атанасій Андрій (1723—1779) — перемиський єпископ УГКЦ, його кузин — Лев Шептицький
  - Василь (1735—1800) — староста тишовецький, дружина Розалія, дочка обухівського старости Юрія, братаниця плоцького єпископа Єроніма Шептицького[22]
    - Іван (Ян Баптист) (1770—1831)
      - Йосиф Гаврило (1806—1855)[25], спочатку підтримував польську Центральну раду народову, однак потім (1 березня 1849) — дії Бережанської окружної Руської ради[26]
      - Петро Павло Леопольд (1808—1843)[25], дружина — Ружа Тереза Коссецька гербу Равич[27]
        - Ян Кантій (1836—1912), дружина — Зофія Фредро
          - Роман Марія Олександр, більше відомий як Митрополит Андрей
          - Олександр[28] Марія Домінік[29] (Aleksander Maria Dominik 1866—1940)[30]
            - Казимир Ян (Jan Kazimierz 1907—1994)[31]
              - Олександр Марія Йосиф (Aleksander Maria Józef, нар. 1938)[32]
                - Матій Марія (Maciej Maria, нар. 1971)[33]
                - Михайло Марія (Michał Maria, нар. 1973)[34]

          - Станіслав Марія Ян[35] Теофіл[36] — генерал Війська Польського[37]
          - Климентій (у світі Казимир Марія)
          - Леон Йосиф Марія (1877—1939), дружина — Ядвіґа Шембек
          - Стефан (1862—1864)
          - Юрій Петро (1863—1880)[28]

- Пилип (Філіп), ловчий перемиський, др. Єлизевета Хроновська гербу Гриф
  - Лев (у світі Людовик) (1714—1779), його кузин Атанасій Андрій[38]
  - Симон (пол. Szymon, 1715—1789) — перемиський каштелян, молодший брат Лева[39]

- Костянтин (?—1737) — мечник перемиський (1732—1734)[16], суддя каптуровий львівський 1733 року[21]
  - Тереза

- Казимир — ґостинінський мечник, дружина — Бриґіда, тесть — київський каштелян Ярош (Геронім) Станіслав Куропатніцький[40]
  - Костянтин[41], дружина — київська стольниківна Юстина Ліпська[8]

- Анна — дружина Григорія Гуляницького[42]
- Адам — теребовельський чашник (1733)[43]